# Nyctobia limitaria
Nyctobia limitaria är en fjärilsart som beskrevs av Walker 1860. Nyctobia limitaria ingår i släktet Nyctobia och familjen mätare. Inga underarter finns listade i Catalogue of Life.